# Rodzinka (serial telewizyjny)
Rodzinka – polski serial komediowy wyprodukowany w latach 2003–2004 w reżyserii Anny Hałasińskiej, odpowiednik brytyjskiego serialu My Family.

## Główne postacie i ich odtwórcy
- Jerzy Leszczyński (Piotr Machalica) – głowa „rodzinki”, stomatolog, ma 45 lat, posiada własny gabinet dentystyczny, choć niezbyt lubi swoją pracę
- Dorota, żona Leszczyńskiego (Agnieszka Suchora) – z wykształcenia pedagog, ma ok. 40 lat, prowadzi dom i pracuje w agencji turystycznej – oprowadza po Warszawie wycieczki z zagranicy
- Kinga, córka Leszczyńskich (Monika Pikuła) – 16-letnia licealistka, typowa nastolatka
- Olek „Alex”, syn Leszczyńskich (Bogusław Kudłek) – 19-latek, marzy o karierze aktora, ale nie dostał się do szkoły teatralnej, głównie zajmuje się komputerem i poszukiwaniem dziewczyny swoich marzeń
- Michał, syn Leszczyńskich (Maciej Buczek) – najmłodsze dziecko Leszczyńskich, 12-letni mądrala, poważny jak na swój wiek, ponadto interesowny, uzależniony od komputera

oraz:
- Mariola (Małgorzata Socha), pomocnica Leszczyńskiego w jego gabinecie dentystycznym, piękna, młoda i seksowna (odc. 1-3, 5-8)

## Lista odcinków i pozostali aktorzy
| Numer odcinka | Tytuł                                | Ekipa aktorska |
| ------------- | ------------------------------------ | --- |
| 1             | Ząb za ząb                           | Izabela Czyżewska, Maria Niklińska |
| 2             | Bezstresowe wychowanie               | Michał Karwowski, Grzegorz Królewski, Joanna Liszowska, Zbigniew Zamachowski                                                          |
| 3             | Wysoka kultura                       | Krzysztof Kowalewski, Marcin Kwaśny                                                                                                   |
| 4             | Czerwony goździk                     | Zofia Czerwińska, Elżbieta Jarosik, Edyta Olszówka, Jan Piechociński, Jack Recknitz                                                   |
| 5             | Pożegnanie z alarmem                 | Teresa Branna, Stefan Friedmann, Henryk Gołębiewski, Nikodem Kasprowicz, Bartłomiej Porczyk, Zdzisław Rychter, Anna Żak               |
| 6             | Jak w niebie                         | Przemysław Babiarz, Paweł Burczyk, Magdalena Margulewicz, Krystyna Tkacz                                                              |
| 7             | Konflikt pokoleń                     | Krzysztof Janczak, Przemysław Saleta, Zuzanna Zakrzewska                                                                              |
| 8             | Życie po zażyciu                     | Elżbieta Kijowska, Olga Mieszczanek, Małgorzata Puzio, Hanna Śleszyńska                                                               |
| 9             | Mafia                                | Michał Karwowski, Witold Wieliński, Ilja Zmiejew                                                                                      |
| 10            | Wszystkie drogi prowadzą do dentysty | Krzysztof Czeczot, Grzegorz Miśtal, Antoni Pawlicki, Artur Pontek, Juliusz Rodziewicz                                                 |
| 11            | Serce matki                          | Dariusz Juzyszyn, Agata Piotrowska-Mastalerz                                                                                          |
| 12            | Ojciec dzieciom                      | Anna Dereszowska, Ewa Złotowska |
| 13            | Pies niezgody                        | Witold Dębicki, Aleksander Gawek, Maciej Orłoś                                                                                        |
| 14            | Zaufanie procentuje                  | Katarzyna Ankudowicz, Krzysztof Czeczot, Izabela Kała, Jacek Maliszewski, Antoni Pawlicki, Artur Pontek, Bartłomiej Porczyk, Anna Żak |
| 15            | Rekiny finansjery                    | Emilian Kamiński, Ilona Kucińska, Maciej Kuroń, Andrzej Mastalerz, Mirosława Nyckowska, Agnieszka Włodarczyk                          |
| 16            | Zabójcza perswazja                   | Zygmunt Fok, Andrzej Grabowski, Radosław Pazura, Patrycja Szczepanowska                                                               |